# Eileen O'Shaughnessy
Eileen Maud Blair, de soltera O'Shaughnessy, (South Shields, Inglaterra, 25 de septiembre de 1905– 29 de marzo de 1945) fue una poeta y escritora británica, conocida fundamentalmente por haber sido la primera esposa de George Orwell (Eric Arthur Blair). Durante la Segunda Guerra Mundial, trabajó para el Departamento de Censura del Ministerio de Información de Londres y el Ministerio de Alimentación.
Nació en South Shields, en el noreste de Inglaterra. Su madre era Marie O'Shaughnessy y su padre era Lawrence O'Shaughnessy, un recaudador de aduanas. Murió a la edad de 39 años durante una operación.

## Biografía
O'Shaughnessy fue a la escuela secundaria de la iglesia de Sunderland. En el otoño de 1924, ingresó en St Hugh's College, Oxford, con una beca, donde estudió inglés  y tuvo a JRR Tolkien como uno de sus tutores. En 1927 recibió una diplomatura.
Al terminar sus estudios tuvo una sucesión de trabajos "sin consecuencias especiales y sin conexión entre ellos", que ocupó por breves espacios de tiempo, y que comenzó con el trabajo como asistente de maestra en Silchester House, un internado para niñas en Taplow, en el valle del Támesis, que incluía además las funciones de secretaria; más adelante, como lectora para la señora Elizabeth Cadbury; y aistente del propietario de una oficina en Victoria Street, Londres, para trabajos de mecanografía y secretaría. Se dedicó además al periodismo independiente, vendiendo algún artículo ocasional al Evening News, y a la poesía, incluyendo entre sus poemas uno titulado "End of the Centrury, 1984", en el que describía un futuro con telepatía y control mental. También ayudó a su hermano, Laurence, cirujano torácico, mecanografiando, corrigiendo y editando sus artículos y libros científicos.
En el otoño de 1934, O'Shaughnessy se matriculó en el University College de Londres para realizar un curso de posgrado de dos años en psicología educativa, haciendo una Maestría en Artes. O'Shaughnessy estaba particularmente interesada en evaluar la inteligencia en niños "y muy pronto decidió que sería el tema de la tesis que escribiría". Elizaveta Fen (seudónimo de Lydia Jackson Jiburtovich), una compañera de estudios que se convirtió en una de las amigas más cercanas de O'Shaughnessy, la conoció en aquel momento: "Tenía veintiocho años y parecía varios años más joven. Era alta y esbelta, de hombros bastante anchos y altos. Tenía ojos azules y cabello castaño oscuro naturalmente ondulado. George dijo una vez que tenía 'cara de gato' – y uno podía ver que esto era cierto en el sentido más atractivo...".
Era muy cercana a su hermano mayor Laurence O'Shaughnessy, cirujano torácico, pero a pesar de ello le describía como "uno fascistas por naturaleza".

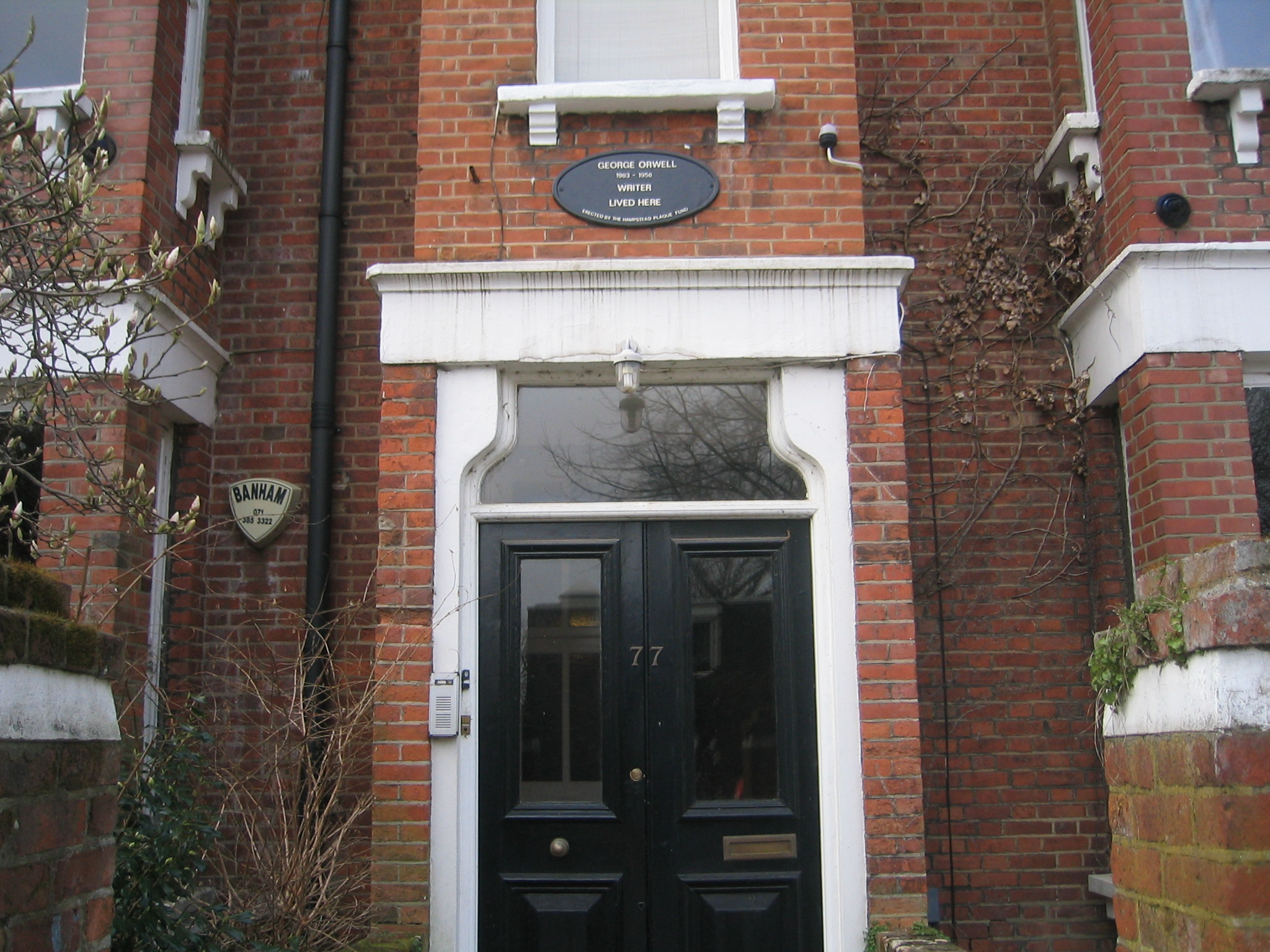
La casa de Hampstead tiene una placa azul.

Eileen conoció a Eric Blair en la primavera de 1935. En ese momento, Blair vivía en Parliament Hill número 77, en Hampstead, ocupando una habitación libre en el piso de Rosalind Henschel Obermeyer, sobrina del director y compositor Sir George Henschel y amiga de Mabel Fierz.
Rosalind Obermeyer estaba haciendo un curso avanzado de psicología en el University College London. Una noche invitó a algunos de sus amigos y conocidos a una fiesta. Una "era una joven atractiva a quien Rosalind no conocía especialmente bien, aunque a menudo se sentaban juntas en las conferencias: su nombre era Eileen O'Shaughnessy". Elizaveta Fen recordaba en sus memorias a Orwell y su amigo y mentor Richard Rees, "encogidos" junto a la chimenea, pareciendo, pensó, "apolillados y envejecidos prematuramente".
Eric Blair se casó con Eileen O'Shaughnessy al año siguiente, el 9 de junio de 1936, en la iglesia de St Mary, Wallington, Hertfordshire (como Eric Arthur Blair y Eileen Maud O'Shaughnessy; en ese momento era conocido como Orwell sólo en sus escritos, su sus amigos lo conocían como Eric o Blair; y él "nunca logró cambiarlo").[cita requerida] Blair, aunque era miembro no practicante de la Iglesia de Inglaterra, "era lo suficientemente tradicionalista como para desear casarse en ella". Intentaron tener hijos, pero Eileen no quedó embarazada y más tarde se enteraron de que Orwell era estéril, según le dijo a Rayner Heppenstall, y según Eileen le contó a Elizaveta Fen.
O'Shaughnessy se reunió con su marido en España durante la Guerra Civil Española. Ella se ofreció como voluntaria para un puesto en la oficina de John McNair, el líder del Partido Laborista Independiente que coordinaba la llegada de voluntarios británicos, y con la ayuda de Georges Kopp visitó a su marido, llevándole té inglés, chocolate y puros. Durante esa época, mantuvo una relación con Kopp (O'Shaughnessy y Orwell tenían un "matrimonio algo abierto"). En junio de 1937, la situación política se había deteriorado y Orwell y O'Shaughnessy estaban amenazados y tuvieron que permanecer ocultos, aunque salieron de su escondite para intentar ayudar a Kopp. O'Shaughnessy se encargó de regularizar sus pasaportes, y escaparon de España en tren, desviándose a Banyuls-sur-Mer.  Mientras huían de España, los agentes de Stalin emitieron una orden de detención del Tribunal de Espionaje y Alta Traición, a nombre de "Eric Blair y su esposa, Eileen Blair... Su correspondencia revela que son rabiosos trotskistas". A pesar de todo ello, en su novela Homenaje a Cataluña Orwell no se refiere a su mujer ni una sola vez, y de hecho modifica la historia para no mencionarla.
Al comienzo de la Segunda Guerra Mundial, O'Shaughnessy comenzó a trabajar en el Departamento de Censura del Ministerio de Información en Londres, permaneciendo durante la semana con su familia en Greenwich. Su hermano, Laurence, murió a causa de una bomba durante la evacuación de Dunkerque, tras lo cual, según Elizaveta Fen, "su amor a la vida, que nunca había sido muy fuerte, se debilitó considerablemente".
En la primavera de 1942 cambió de trabajo para trabajar en el Ministerio de Alimentación. En junio de 1944, ella y Eric adoptaron a un niño de tres semanas al que llamaron Richard Horatio. En una de sus últimas cartas a Blair, O'Shaughnessy escribe sobre los arreglos para alquilar y decorar Barnhill, Jura, la casa donde Orwell escribiría la mayor parte de 1984 – pero murió antes de ver Barnhill terminada.
El hermano de ella, Laurence O'Shaughnessy, se había casado con Gwen Hunton; Esta tenía una propiedad llamada "Greystone" cerca de Carlton, condado de Durham, que había quedado vacía tras la muerte de su tía soltera. Los Blair permanecieron allí en muchas ocasiones durante 1944 y 1945. Hunton evacuó a sus hijos al lugar cuando comenzaron los ataques con "bombas voladoras", y Richard fue allí cuando el apartamento de los Blair en Maida Vale fue bombardeado en junio de 1944.
A principios de 1945, O'Shaughnessy estaba muy mal de salud y se quedó allí. Joyce Pritchard, la niñera de los O'Shaughnessy, dice que Eileen había visitado Greystone con frecuencia entre julio de 1944 y marzo de 1945.[cita requerida]
O'Shaughnessy murió el 29 de marzo de 1945 en Newcastle upon Tyne bajo anestesia. Tenía treinta y nueve años. Según la investigación: "Insuficiencia cardíaca bajo anestesia de éter y cloroformo administrados hábil y adecuadamente para la operación de extirpación del útero". Ella y Richard vivían en Greystone en ese momento, y Orwell trabajaba en París como corresponsal de guerra para The Observer. Llegó a Greystone el sábado 31 de marzo. Está enterrada en el cementerio de Saint Andrew's y Jesmond, West Jesmond, Newcastle upon Tyne.

## Influencia en la escritura de Orwell
Algunos estudiosos creen que O'Shaughnessy tuvo una gran influencia en los escritos de Orwell.
Sus biógrafos, que raramente mencionan a O'Shaughnessy, sin atribuirle ningún mérito a ella, reconocen que, después del matrimonio con O'Shaughnessy, su escritura mejoró de forma significativa de repente. Ella revisaba sus borradores, y ambos trabajaron mano a mano en Rebelión en la granja.
Se sugiere que la novela de Orwell 1984  pudo haber sido influenciada por uno de los poemas de O'Shaughnessy, "End of the Century, 1984". El poema fue escrito en 1934, para celebrar el quincuagésimo aniversario de la escuela a la que asistió, Sunderland Church High School, y para mirar hacia el futuro 50 años hasta el centenario de la escuela en 1984.
Aunque el poema fue escrito un año antes de que ella conociera a Blair, existen bastates similitudes entre la visión futurista del poema de O'Shaughnessy y la de 1984, incluido el uso del control mental y la erradicación de la libertad personal por parte de un estado policial.